# Etiyé Dimma Poulsen
Etiyé Dimma Poulsen(Aroussi, Etiopía, 1968) es una escultora danesa, conocida por sus trabajos en cerámica.

## Datos biográficos
Antes de cumplir los seis años de edad, Poulsen vivió en Etiopía, siendo trasladada a Tanzania; después se trasladó a Kenia con sus padres adoptivos . Ellos eran daneses, y regresaron a Dinamarca con su hija cuando ella tenía 14 años. Fue entonces cuando comenzó a pintar. Estudió la secundaria e Historia del Arte en la universidad y se dedicó a la docencia de arte en diferentes programas juveniles. A los 23 años se trasladó a Francia y comenzó a trabajar con arcilla por influencia de Michel Moglia; desde 2003 , vive y trabaja en su estudio de Amberes , Bélgica.
Las obras de Poulsen están representadas en la colección del National Museum of African Art en Washington D. C.